# Cortina sulla Strada del Vino
Cortina sulla Strada del Vino (Kurtinig an der Weinstrasse) é uma comuna italiana da região do Trentino-Alto Ádige, província de Bolzano, com cerca de 595 habitantes. Estende-se por uma área de 2 km², tendo uma densidade populacional de 298 hab/km². Faz fronteira com Egna, Magrè sulla Strada del Vino, Salorno.

## Demografia
| Variação demográfica do município entre 1861 e 2011                               |
|                                                                                   |
| Fonte: Istituto Nazionale di Statistica (ISTAT) - Elaboração gráfica da Wikipedia |